# Zaton (Nin)
Zaton (italsky Zatton) je vesnice a přímořské letovisko v Chorvatsku v Zadarské župě, spadající pod opčinu města Nin. Nachází se asi 10 km severozápadně od Zadaru. V roce 2011 žilo ve vesnici trvale 580 obyvatel, během letní sezóny se tento počet ale výrazně zvyšuje.
Zatonem prochází silnice D306. Sousedními vesnicemi jsou Kožino, Petrčane, Privlaka a Vir, sousedním městem Nin.